# Édouard Balladur
« Balladur » redirige ici. Pour les autres significations, voir Balladur (homonymie).
Édouard Balladur , né le 2 mai 1929 à Izmir (Turquie), est un haut fonctionnaire et homme d'État français. Membre des principaux partis gaullistes successifs, il est Premier ministre du 29 mars 1993 au 17 mai 1995.
Conseiller d'État, il intègre en 1964 le cabinet de Georges Pompidou, alors chef du gouvernement, et participe aux accords de Grenelle dans le cadre de Mai 68. Devenu secrétaire général de la présidence de la République en 1973, il est particulièrement influent en raison de la maladie du président Pompidou, qui meurt l’année suivante.
En 1986, il est élu député de Paris et nommé dans la foulée ministre d'État, ministre de l'Économie, des Finances et de la Privatisation dans le gouvernement de cohabitation dirigé par Jacques Chirac jusqu’en 1988. Dans un contexte mondial de révolution conservatrice, il conduit une politique libérale, lançant un programme de privatisations après cinq ans de pouvoir socialiste.
François Mitterrand le nomme Premier ministre à la suite de la large victoire de la coalition de droite aux élections législatives de 1993, inaugurant la deuxième cohabitation. Candidat à l'élection présidentielle de 1995, soutenu par l'UDF et une partie du RPR, pour lequel Jacques Chirac se présente également, Édouard Balladur est longtemps favori, avant de finir en troisième position avec 18,58 % des voix, deux points derrière Chirac. Par la suite mis en cause pour des soupçons de financement occulte de sa campagne, il est relaxé par la Cour de justice de la République en 2021.
Il retrouve son siège de député en 1995, envisage de conduire la droite aux élections municipales de 2001 à Paris et préside la commission des Affaires étrangères de l’Assemblée nationale de 2002 à 2007. Proche de Nicolas Sarkozy, il dirige les travaux de deux comités consultatifs sous la présidence de celui-ci (sur les institutions puis les collectivités locales) et se retire de la vie publique en 2009, tout en restant un conseiller informel de nombreuses personnalités de droite.

## Vie personnelle

### Origines
Aux sources de cette famille smyrniote d'origine arménienne se trouve André Balladur, qui, en 1737, en compagnie de quelques parents, avait fui son Nakhitchevan natal. Convertis par des missionnaires dominicains, les Balladur y étaient devenus des catholiques romains, et les persécutions périodiques des Perses, qui disputent alors le Nakhitchevan à l'Empire ottoman, expliquent l'arrivée de la famille à Smyrne (actuellement dénommée İzmir), où on ne recense plus les communautés européennes étrangères, qui prospèrent le plus souvent dans le négoce.
Tournant décisif dans la famille, en 1795, par édit du sultan Sélim III, les Balladur, qui appartiennent au groupe des « Persans », ont rang de « sujets francs ». La pratique est alors courante : le sultan, suivant son bon vouloir, accorde aux ambassades occidentales un certain nombre de « capitulations » (« bérats » ou « barats »). Commerçant avec Livourne, Manchester, mais surtout Marseille, les Balladur sont des « barataires francs », ce qui facilitera leur demande de naturalisation française en 1926.
Après le génocide des Arméniens, l'action du nouveau gouvernement républicain entraîne le départ définitif de plus d'un million d'expulsés Grecs ottomans. En 1922, un incendie ravage les quartiers chrétiens de Smyrne (jusque-là préservée des massacres), à la suite de la défaite de l'armée grecque à la fin de la guerre gréco-turque, et les Grecs de la ville se noient par milliers en essayant de fuir par la mer.
Pendant cette période, la famille Balladur continue à évoluer. Par mariages successifs, elle s'allie à d'autres Arméniens, comme les Issaverdens, à des Italiens, plutôt des Vénitiens, mais plus encore à des Français et en particulier des Provençaux.
Fils cadet de Pierre Balladur, banquier, directeur de l'agence de la Banque ottomane à Smyrne, et d'Émilie Latour, Édouard Léon Raoul Balladur naît à Izmir, en Turquie, le 2 mai 1929, sans encore être français. Naturalisés français en 1932, ses parents se réfugient en France, à Marseille, en 1935, avec leurs six enfants, dans un appartement situé au 227 boulevard Chave. Tous leurs proches cousins les suivent.

### Jeunesse, études et mariage
À six ans, Édouard Balladur entre à l'établissement scolaire des Frères des Écoles chrétiennes, école Jean-Baptiste de La Salle, puis, en 1942, au lycée Thiers. Il demeurera très attaché à la Provence, où se trouvent plusieurs de ses racines familiales. Il suit une première année de licence de droit à l'université d'Aix-Marseille, et obtient la mention « Assez bien », qui lui permet d'être admis d'office à l'Institut d'études politiques de Paris.
À son arrivée dans la capitale, en 1946, le jeune Édouard Balladur s'installe chez les frères maristes — le fameux 104, rue de Vaugirard, fréquenté quinze ans plus tôt par François Mitterrand. Il effectue des études de droit à l'Institut d'études politiques de Paris, section service public, dont il est diplômé en 1950. Une tuberculose l'éloigne des études mais, guéri, il entre à l'École nationale d'administration en 1955 et en sort dans la « botte » en 1957 (promotion France-Afrique). Il a constitué à l'ENA un petit groupe de travail, avec Jérôme Monod, Pierre Verbrugghe, qui deviendra plus tard préfet de police de Paris, Jacques Calvet, futur PDG de Peugeot, et Jean Dromer, futur PDG de Louis Vuitton. Après son stage de première année à la préfecture de Charente et son mémoire sur « La loi Barangé et les constructions scolaires », il choisit l'option sociale en 2e année. Il a été également maître de conférences à l'IEP de Paris en 1958. Il choisit d'entrer au Conseil d'État, aux sections Contentieux et Travaux publics et épouse Marie-Josèphe Delacour, issue d'une famille d'industriels de Saône-et-Loire, à Saint-Amour, le 28 août 1957. Ils ont quatre fils : Pierre (médecin, PU-PH), Jérôme (banquier d'affaires chez Lazard Frères), Henri (codirecteur d'Euro RSCG Genève) et Romain (né en 1969).
Édouard Balladur et son épouse Marie-Josèphe possèdent un appartement dans le XVIe arrondissement de Paris, boulevard Delessert, ainsi qu’un chalet, Le Mérande, à Chamonix (Haute-Savoie) et une propriété à Tourgéville (Calvados).

## Dirigeant d'entreprises
De 1968 à 1980, il préside la Société française pour la construction et l'exploitation du tunnel sous le Mont-Blanc.
En 1977, Ambroise Roux, président de la Compagnie générale d'électricité (CGE future Alcatel), l'engage dans son groupe, à la Compagnie générale d'électronique. À partir de 1977, il est à la tête de la Générale de service informatique (GSI). Entre 1980 et 1986, il est PDG d'une autre filiale, la Compagnie européenne d'accumulateurs (CEAC). Il abandonne ses fonctions de direction à GSI en mars 1986, quand il revient en politique en tant que ministre,.
Il est à nouveau salarié d'une filiale de GSI de 1988 à 1993, tout en étant député de Paris,.

## Parcours politique

### Des cabinets ministériels au secteur privé (1964-1986)
Édouard Balladur dirige ensuite le cabinet de la Radio-télévision française (RTF).
En 1964, il entre au cabinet du Premier ministre Georges Pompidou, à l'hôtel de Matignon, et participe à ce titre aux accords de Grenelle qui suivent Mai 68. Il participe au conseil d'administration de l'ORTF en 1967, puis à celui de l'Office national des forêts . Georges Pompidou, élu président de la République, le nomme secrétaire général adjoint de l'Élysée pour seconder Michel Jobert, auquel il succède en tant que secrétaire général en avril 1973. Il est alors chargé de diriger l'administration de la présidence de la République durant la maladie du chef de l'État.
En 1974, peu après le décès du président Pompidou et l'élection de Valéry Giscard d'Estaing à l'Élysée, Édouard Balladur retourne au Conseil d'État.

### Ministre d'État, ministre de l'Économie (1986-1988)
Membre de droit du bureau politique et du conseil politique du Rassemblement pour la République (RPR) et en son sein l'un des proches de Jacques Chirac, il est élu député à Paris lors des élections législatives de mars 1986. Jacques Chirac, qui devient Premier ministre de la première cohabitation, le nomme ministre d'État, ministre de l'Économie, des Finances et de la Privatisation. Le portefeuille de la Privatisation est alors créé dans ce gouvernement.
Pendant deux ans, il met en place une politique libérale rappelant celle prêtée à Ronald Reagan et à Margaret Thatcher, afin d'améliorer la compétitivité des entreprises françaises[réf. nécessaire]. Il met ainsi en œuvre un important programme de privatisations, portant sur plusieurs entreprises nationalisées en 1945 et en 1982, telles que la Compagnie financière de Suez, Paribas ou la Société générale. Il privatise également TF1. Il diminue également le nombre de fonctionnaires et les dépenses de l'État, libère les prix et les changes, développe l'actionnariat des salariés, l'actionnariat populaire et la participation. Ces mesures permettent la baisse du chômage, des déficits, des impôts, et l'augmentation de la production. Son passage au ministère de l'Économie et des Finances est récompensé par le prix Jacques Rueff, puis par celui de « ministre des Finances de l'année », décerné par le FMI.
Il quitte ses fonctions ministérielles à la suite de la réélection de François Mitterrand et de la défaite de Jacques Chirac au second tour de l'élection présidentielle, le 10 mai 1988. Pierre Bérégovoy lui succède.

### Réélections à l’Assemblée nationale (1988-1993)

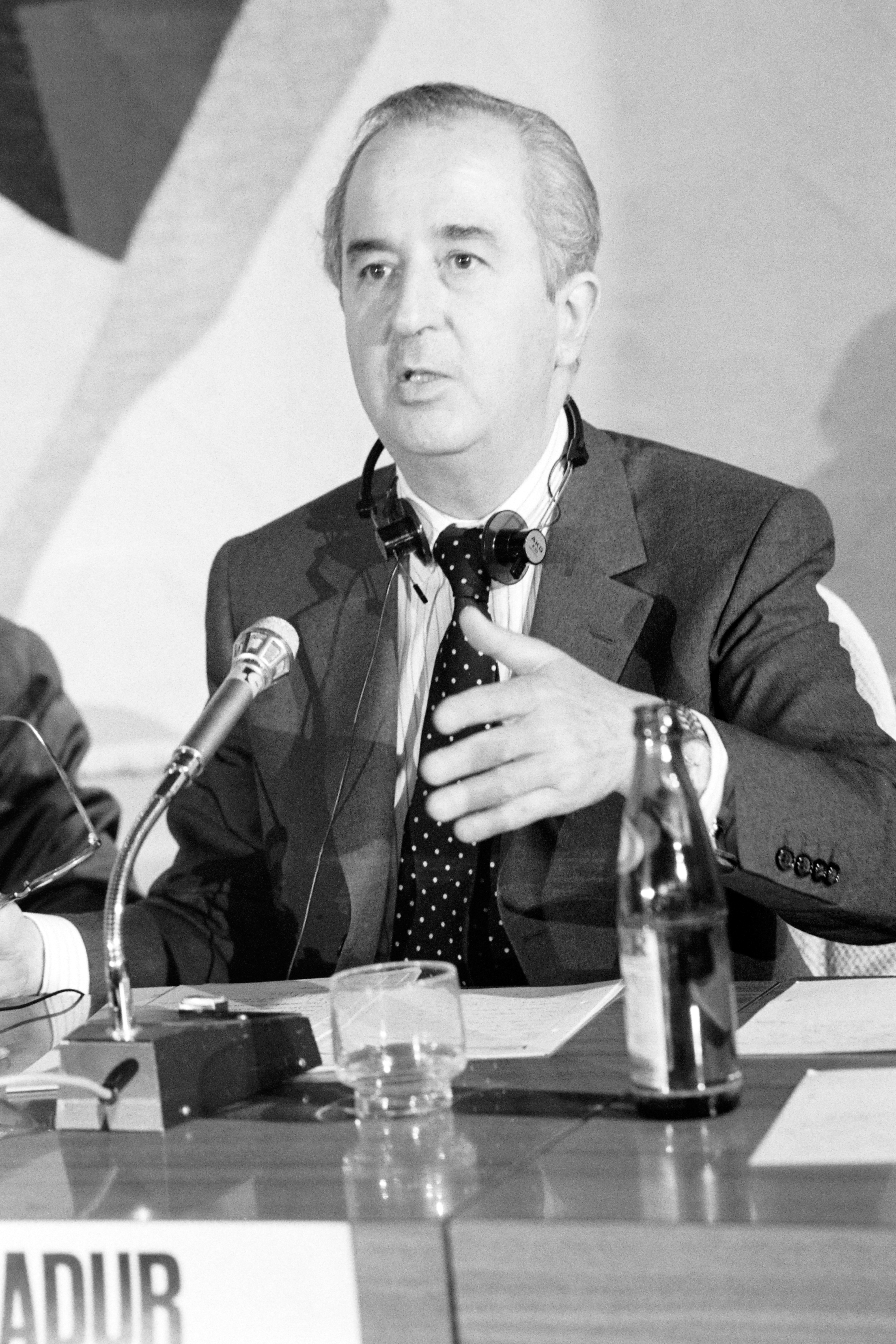
Édouard Balladur en 1989.

À l'occasion des élections législatives qui s'ensuivent, Édouard Balladur est réélu député, au premier tour de scrutin, dans la 12e circonscription de Paris (15e arrondissement). Il apporte son soutien à l'intervention française dans la guerre du Golfe et au traité de Maastricht deux ans plus tard.
Sous son impulsion, le programme du RPR est proche du national-libéralisme anglo-saxon de Ronald Reagan et Margaret Thatcher, combinant libéralisme économique, politique de libre-échange, nationalisme modéré et conservatisme sociétal. Sur le plan économique, il comprend des privatisations, une baisse des impôts pour les entrepreneurs, la libéralisation des mouvements de capitaux ou encore la suppression de l'autorisation administrative de licenciement. D'autre part, il prévoit la suppression du droit du sol, l'expulsion des immigrés chômeurs depuis plus de deux ans, et la restriction de l'accès aux allocations familiales.
Édouard Balladur est réélu dans la 12e circonscription de Paris lors des élections législatives de 1993, obtenant 58 % des suffrages exprimés dès le premier tour de scrutin.

### Premier ministre de cohabitation (1993-1995)
Après la victoire de la droite et du centre, autour de la coalition de l'Union pour la France (UPF), aux élections législatives de 1993 (485 élus sur 577, soit 84 % des sièges), François Mitterrand le nomme Premier ministre le 29 mars, le chef de la nouvelle majorité, Jacques Chirac, préférant se consacrer à la préparation de l'élection présidentielle de 1995. C'est le début de la deuxième cohabitation. Édouard Balladur renonce aussitôt à sa pension de conseiller d'État, reversée à une association caritative, et vend les actions qu'il détient.

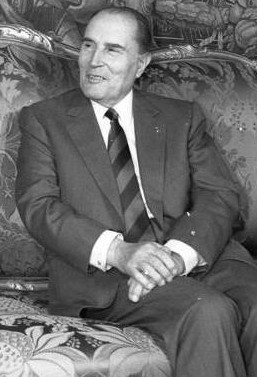
Le président François Mitterrand doit cohabiter avec Édouard Balladur après la victoire de la droite aux élections législatives de 1993.

Son gouvernement est formé le 30 mars 1993. Restreint à 30 membres, il se veut représentatif des différentes composantes de la majorité, en l'absence des chefs des deux principaux partis (Jacques Chirac et Valéry Giscard d'Estaing). Le nouveau Premier ministre s'entoure de fortes personnalités, comme Simone Veil (Santé et Ville), Charles Pasqua (Intérieur et Aménagement du territoire), Pierre Méhaignerie (Justice), mais aussi de nouveaux venus, à l'image de François Bayrou (Éducation nationale), Nicolas Sarkozy (Budget), François Fillon (Enseignement supérieur et Recherche) ou encore Michel Barnier (Environnement). Faits notables, le gouvernement ne compte pas de secrétaires d'État et le ministère des Finances est scindé en deux (Edmond Alphandéry est nommé ministre de l’Économie et des Finances, Nicolas Sarkozy est nommé au ministère du Budget). À la veille du premier Conseil des ministres, qui a lieu le 2 avril suivant, Édouard Balladur demande à ses ministres de ne pas prendre position sur l'élection présidentielle avant le début de l'année 1995, et manifeste son intention de présenter des listes communes aux élections européennes de 1994, afin « d'éviter l'éclatement du gouvernement ».
Dans son discours de politique générale, le 8 avril 1993, il estime que la situation économique et sociale de la France est « plus grave qu'aucune de celles qu'elle a connues depuis une quarantaine d'années ». S'attardant sur l'aggravation du chômage et de l'insécurité, Édouard Balladur entend aussi agir sur la dégradation des finances publiques. Au niveau international, il souhaite refaire de la France, qu'il estime mal préparée pour affronter le monde nouveau, un exemple. Il s'inquiète par ailleurs de la situation en Europe, en particulier en Europe de l'Est, en proie à différents conflits. Il obtient le soutien de l'Assemblée nationale en remportant le vote de confiance, par 457 voix contre 81, soit le meilleur résultat sous la Ve République pour une déclaration de politique générale. Il est crédité de la déclaration de politique générale la plus longue de la Ve République (2 heures).
Le 25 mai 1993, dans un contexte de récession et de dégradation des finances publiques (le déficit public est à son plus haut niveau depuis la fin de la Seconde Guerre mondiale) et alors qu'il ne peut disposer dans l'immédiat des recettes des privatisations envisagées, il lance un emprunt national de 40 milliards de francs. Finalement, 110 milliards de francs sont récoltés auprès d'1,4 million de Français. Critiqué pour son coût, cet emprunt est ultérieurement qualifié par Édouard Balladur de « plus grand succès de notre histoire financière ».
Son gouvernement entreprend rapidement des hausses d’impôts. La contribution sociale généralisée (CSG), pourtant combattue par la droite lors de sa création en 1990, est plus que doublée. La taxe intérieure sur les produits pétroliers (TIPP) est augmentée de 8,5 % à 16 % selon les carburants, et les droits sur les alcools sont majorés de 16 %. Dans le même temps, les salaires des fonctionnaires, les pensions de retraite et les allocations familiales sont gelés, tandis que la hausse du SMIC est limitée à celle des prix. Enfin, le taux de remboursement des prestations médicales et paramédicales est réduit de 5 points, tandis que le forfait hospitalier à la charge de l’assuré est majoré de 10 %.

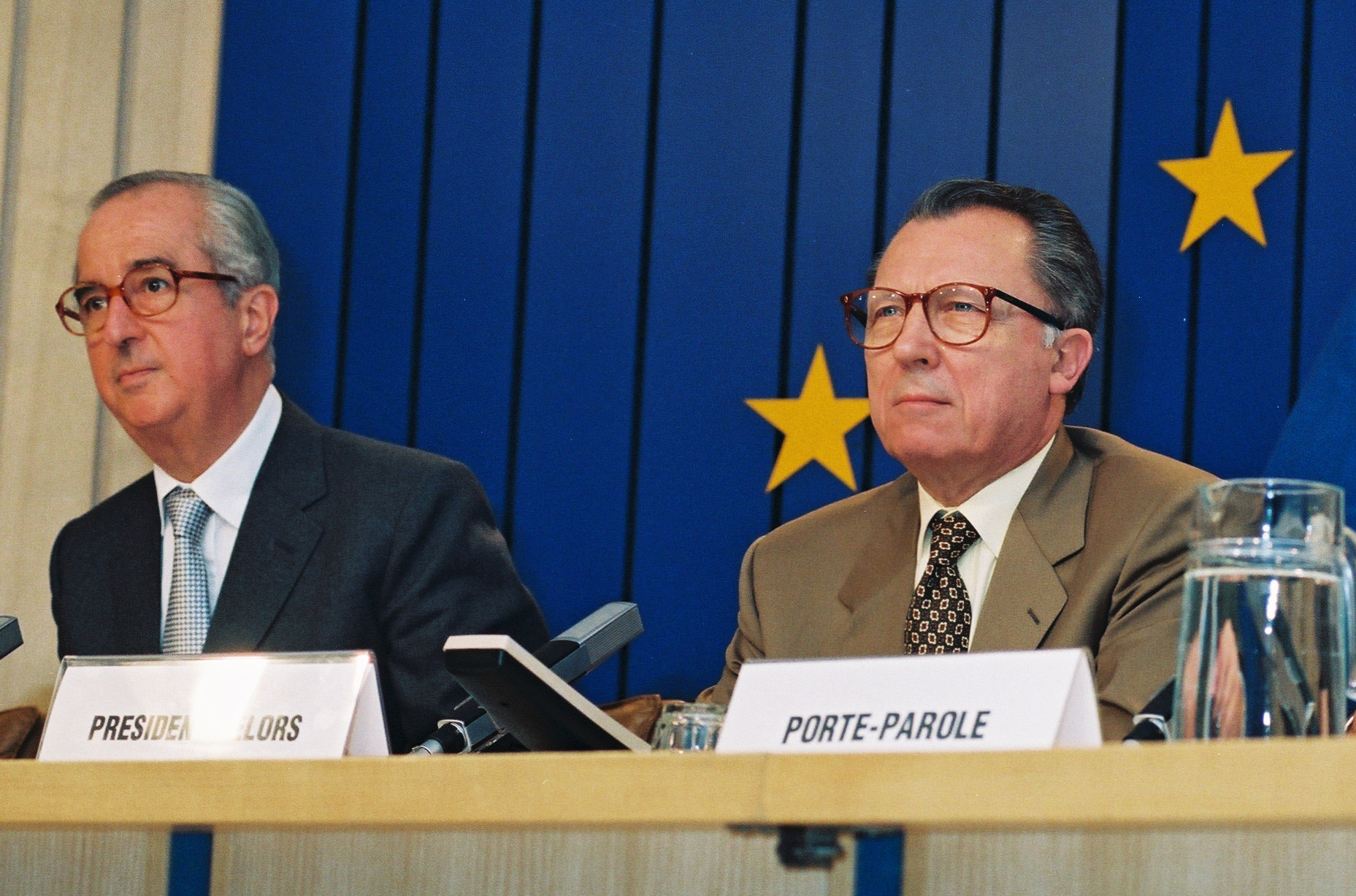
Édouard Balladur avec Jacques Delors, président de la Commission européenne, en juin 1993.

Durant l'été 1993, le gouvernement modifie le système de retraites, qui présente un déficit de 40 milliards de francs. La réforme prévoit de faire passer progressivement la durée de cotisation nécessaire à l'obtention d'une retraite à taux plein de 37,5 années à 40 ans pour les salariés du privé, indexe les pensions sur les prix et non plus sur les salaires, et crée le Fonds de solidarité vieillesse. Édouard Balladur poursuit la politique économique qu'il avait entreprise en 1986 en procédant à de nouvelles privatisations (notamment Rhône-Poulenc, Banque nationale de Paris et Elf) et en s'attaquant à la réduction du déficit budgétaire, qui passe ainsi de 341 milliards de francs en 1993 à 275 en 1995. Le 30 juin, Balladur recourt à l'article 49 alinéa 3 de la Constitution pour lancer la privatisation des entreprises. Dans le même temps, il supprime le décalage d'un mois sur la TVA, triple l'allocation de rentrée scolaire et diminue de 6,2 % en moyenne l'impôt sur le revenu. S'il désigne, lors de son arrivée au pouvoir, la réforme et le démantèlement de la Caisse des dépôts et consignations comme l'un de ses grands chantiers, il finira par se contenter, en 1995, de changer le mandat de son directeur général.
Il marque son désaccord avec François Mitterrand en estimant que les essais nucléaires sont nécessaires pour maintenir la crédibilité de la dissuasion française, mais prend acte du refus du président malgré l'insistance de plusieurs figures de la majorité. Lors de son départ de Matignon, il souligne le fait que son gouvernement a été « le premier à avoir développé un effort considérable en matière de simulation », technique très sophistiquée qui n'a pas les inconvénients des explosions nucléaires, mais qui nécessitait pour être mise au point des essais nucléaires supplémentaires.
Sa popularité connaît une baisse sensible en 1994, après l'échec de la révision de la loi Falloux sur l'enseignement et de la mise en place du contrat d'insertion professionnelle (CIP), qui visait à résoudre le problème de l'accès des jeunes au marché du travail et à lutter contre le chômage. Considéré comme un « SMIC jeunes », ne pouvant excéder une durée d'un an, ce contrat est retiré face aux manifestations et remplacé par une aide de l'État aux entreprises embauchant un jeune pour une durée minimale de 18 mois.
Sur le plan international, il acquiert une certaine stature en raison de la maladie du président Mitterrand, avec lequel il n'affiche cependant pas de position divergente. Il apparaît comme un européen convaincu en prônant la coopération entre les États membres de l'Union européenne dans plusieurs domaines, ce qui lui apporte le soutien des centristes pro-européens. L'un des premiers problèmes auxquels il est confronté est la guerre de Bosnie-Herzégovine, débutée en avril 1992. Édouard Balladur se montre d'abord favorable à une intervention internationale forte, mais devant le manque d'implication et de garanties de pays comme les États-Unis ou l'Allemagne, il s'oppose au renforcement du contingent français (qui passe de plus de 7 000 hommes à 4 000 en septembre 1994) et aux bombardements aériens proposés par les États-Unis, afin de ne pas mettre en péril la vie des soldats français, alors les plus nombreux sur le terrain. Aux côtés d'Alain Juppé et de François Léotard, il milite pour une plus grande cohérence de la communauté internationale, soutenant la création d'un groupe de contact constitué des plus grandes nations et l'élaboration d'un plan de paix. Il refuse également, en accord avec François Mitterrand, d'intervenir militairement au Rwanda, où a lieu un génocide, craignant que la France ne soit accusée d'intervention coloniale. Alors que les négociations diplomatiques n'aboutissent pas, la France lance l'« opération Turquoise » avec l'accord de l'ONU. Le 22 juin 1994, des soldats français arrivent dans le Sud-Ouest du Rwanda pour établir une zone humanitaire sécuritaire pour les réfugiés, mais celle-ci n'empêche pas le massacre de Tutsis. Le 11 juillet 1994, devant le Conseil de sécurité des Nations unies, Édouard Balladur plaide pour une intervention vaste et rapide de la communauté internationale.
Son passage à Matignon est également marqué par des révélations sur le passé et la vie privée de François Mitterrand. Ce dernier souffre d'un cancer de la prostate depuis de nombreuses années et son état de santé se dégrade. Le Premier ministre préside ainsi le Conseil des ministres du 20 juillet 1994, à la suite d'une opération du président.
À Noël 1994, il doit gérer la prise d'otages du vol 8969 Air France. L'issue de la prise d'otages est mise au crédit d'Édouard Balladur, qui a fait pression sur le président algérien pour qu'il laisse décoller l'avion vers la France, ce qui a permis la libération des otages à Marseille.

### Candidature à l'élection présidentielle de 1995

#### Campagne
- Lionel Jospin
- Jacques Chirac
- Édouard Balladur
- Jean-Marie Le Pen
- Philippe de Villiers

Bénéficiant d'une importante popularité (cote de confiance de 58 % dans le baromètre Sofres) après vingt mois passés à Matignon dans un contexte de crise économique, Édouard Balladur annonce sa candidature à l'élection présidentielle le 18 janvier 1995. Opposé à Jacques Chirac, il est soutenu par plusieurs dirigeants de l'UDF, parmi lesquels François Bayrou, François Léotard et Simone Veil, et des personnalités du RPR, dont Nicolas Sarkozy et Charles Pasqua. Alors qu'il est longtemps donné largement en tête du premier tour, il ne bénéficie pas du soutien d'un parti politique, contrairement à ses adversaires, et sa campagne est jugée mauvaise, trop rationnelle.
Édouard Balladur obtient finalement 18,58 % des suffrages exprimés, soit 5,66 millions de voix, contre 20,84 % à Jacques Chirac et 23,30 % au socialiste Lionel Jospin. L’écart avec Chirac est ainsi plus faible que ce qu'indiquaient les sondages réalisés juste avant le premier tour. Lors de son discours prononcé au soir des résultats, alors que des sifflements et huées l'empêchent d'appeler à voter pour Chirac, il ordonne : « Je vous demande de vous arrêter ! ».
Après l'élection présidentielle, il présente, le 11 mai, la démission de son gouvernement au président Mitterrand, qui l'accepte et lui demande de gérer les affaires courantes en attendant la nomination par Jacques Chirac, nouveau président élu, de son successeur à l'hôtel de Matignon. Le 18 mai, Édouard Balladur quitte l'hôtel de Matignon et transmet symboliquement ses pouvoirs à Alain Juppé, qui était jusqu’alors ministre des Affaires étrangères.

#### Soupçons de financement occulte
La sincérité des comptes de la campagne présidentielle d'Édouard Balladur est remise en cause à partir de 2011,. La justice soupçonne qu'une partie de l'argent reçu par des intermédiaires payés pour faire du jeu d'influence dans le cadre d'un système de commissions légales visant à conclure des contrats d'armement avec le Pakistan et l'Arabie saoudite ait permis de financer illégalement sa campagne,. En 2013, Le Monde indique que l'homme d'affaires controversé Ziad Takieddine a déclaré avoir remis six millions d'euros en espèces à Thierry Gaubert, directeur de la campagne d'Édouard Balladur. Des soupçons de liens avec l'attentat du 8 mai 2002 à Karachi sont évoqués, ce qui donne lieu à l’« affaire Karachi ».
Édouard Balladur nie tout financement illicite. Il affirme que la plupart des fonds en espèces de sa campagne ont été recueillis « lors de centaines de meetings », auprès de sympathisants, via notamment la vente de pin's et t-shirts à son effigie. En 2016, la Cour de justice de la République (CJR), compétente pour juger des délits commis par les membres du gouvernement, rejette l'argument des avocats de l'ancien Premier ministre selon lequel les faits reprochés à leur client sont prescrits. En mai 2017, Édouard Balladur est mis en examen par la commission d'instruction de la CJR dans le volet financier de l'affaire. En octobre 2019, la CJR décide de juger Balladur et l’ancien ministre de la Défense François Léotard pour complicité d'abus de biens sociaux et recel. En juin 2020, six proches d'Édouard Balladur, dont Nicolas Bazire, son ancien directeur de cabinet et de campagne, sont condamnés par le tribunal correctionnel à de la prison ferme.
Le 19 janvier 2021, plus de vingt-cinq ans après les faits reprochés, le procès d'Édouard Balladur et François Léotard s'ouvre. Le ministère public requiert un an de prison avec sursis et 50 000 euros d’amende contre lui, deux ans de prison avec sursis et 100 000 euros d’amende contre François Léotard. Le 4 mars, la CJR relaxe Édouard Balladur, estimant que la preuve de sa participation à un système de rétrocommissions n’était pas apportée et que l’origine frauduleuse du financement de sa campagne n’était pas établie. La juridiction suit en revanche les réquisitions du parquet concernant François Léotard. Le parquet général de la Cour de cassation ne forme pas de pourvoi contre la relaxe de l’ancien Premier ministre.

### Après Matignon (1995-2009)

#### Retour à l'Assemblée nationale (1995-2007)

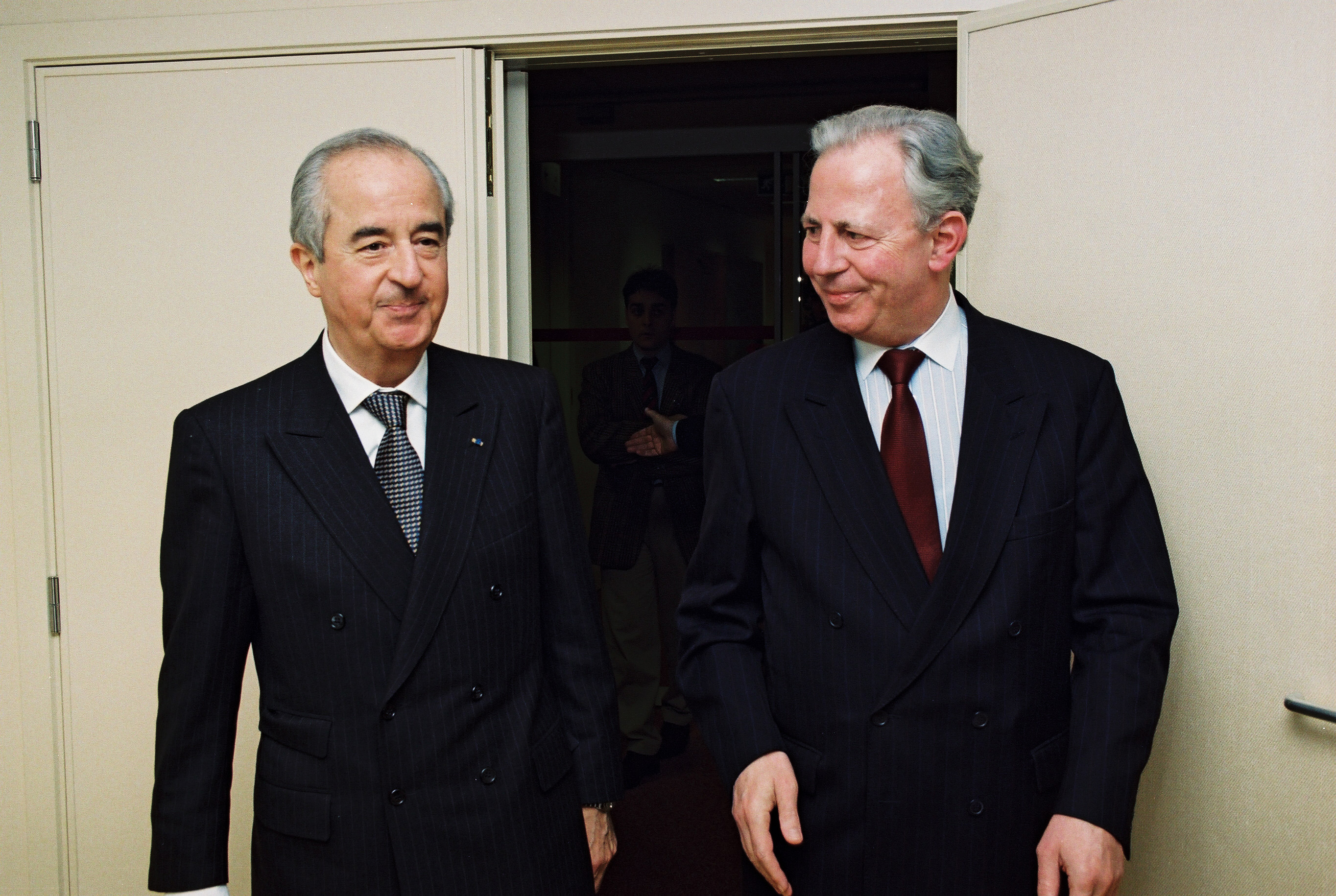
Édouard Balladur et le président de la Commission européenne, Jacques Santer, en 1996.

L'ancien Premier ministre retrouve son siège de député en septembre 1995, à la suite d'une élection partielle lors de laquelle il recueille 69 % des suffrages exprimés au second tour. Pendant le septennat de Jacques Chirac, la division de la droite entre chiraquiens et balladuriens est très marquée. Édouard Balladur ne reviendra jamais au premier plan de la scène politique, Chirac lui tenant rigueur de s'être présenté contre lui en 1995.
Ses tentatives de reconquête politique se font, sur le plan local, sans succès. Lors des élections régionales de 1998, l'ancien Premier ministre mène la liste RPR-UDF-DL en Île-de-France, où il échoue à succéder à celui qui fut son ministre, Michel Giraud (RPR), la gauche remportant le scrutin. Affirmant s'être présenté pour diriger la région, il renonce à mener l'opposition au conseil régional et abandonne dans la foulée son mandat de conseiller régional. Conseiller de Paris, Édouard Balladur se retire en cours de procédure des primaires au sein du RPR pour désigner le candidat à l'élection du maire de Paris en 2001.
Sur le plan national, il est réélu lors des élections législatives de 1997 et de juin 2002, dans la 12e circonscription de Paris. Dès l'ouverture de la XIIe législature, il rejoint le groupe UMP et tente d'être élu président de l'Assemblée nationale mais il est devancé lors du premier tour de scrutin par le chiraquien Jean-Louis Debré, pour lequel il retire sa candidature dans la foulée de cet échec. Par la suite, il préside la commission des affaires étrangères. Il ne se représente pas aux élections législatives de 2007, laissant la place à son suppléant, Philippe Goujon.
En 2006, il publie un livre, Laissons de Gaulle en paix, dans lequel il révèle son admiration pour le général de Gaulle, dont il justifie la politique. Il explique que de Gaulle aurait très bien pu mener une politique libérale et pro-européenne comme il l'a fait, étant donné l'évolution du monde depuis la mort du Général. Libéral convaincu, Édouard Balladur est proche des Réformateurs et a activement soutenu les projets européens. Par ailleurs, il apporte son soutien aux projets de son ancien ministre du Budget, Nicolas Sarkozy, au sein de l'UMP.

#### Président de comités de réflexion (2007-2009)

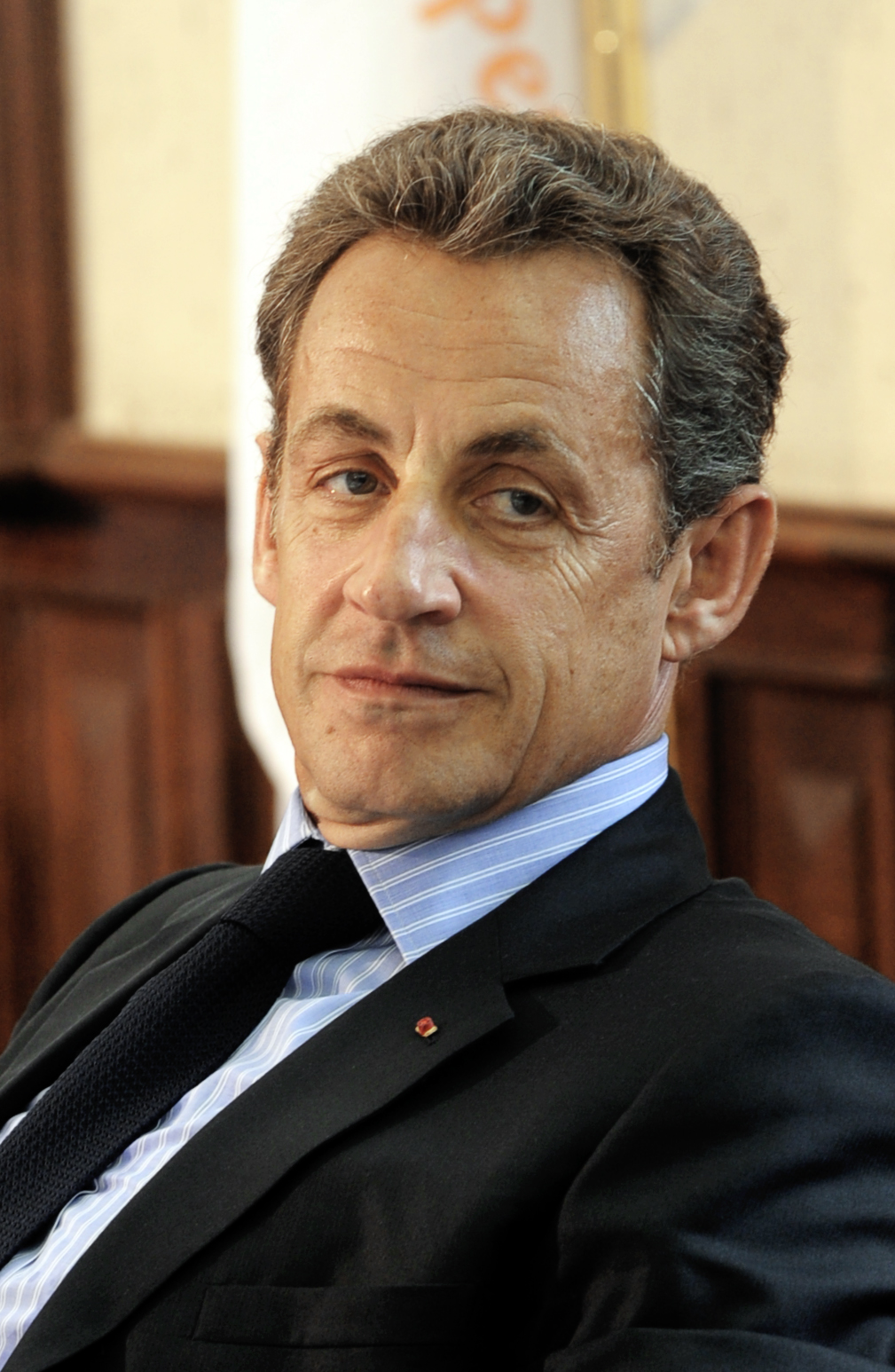
L'ancien président Nicolas Sarkozy est un proche d'Édouard Balladur, dont il a été le ministre du Budget.

Le 18 juillet 2007, Édouard Balladur est nommé à la présidence du Comité de réflexion sur la modernisation et le rééquilibrage des institutions par le président de la République, Nicolas Sarkozy. Ce comité réunit des hommes politiques et des constitutionnalistes d'horizons divers. Après trois mois de travail, il remet son rapport à Nicolas Sarkozy, le 29 octobre 2007. Le 21 juillet 2008, une loi constitutionnelle, qui reprend certaines réflexions du « comité Balladur », est votée par le Congrès du Parlement français.
Par décret du 22 octobre 2008, il devient président du Comité pour la réforme des collectivités locales. Son rapport, rendu le 25 février 2009, préconise vingt propositions, parmi lesquelles la réduction du nombre de régions métropolitaines, la création d'un « Grand Paris » ou la redéfinition du champ de compétences des subdivisions territoriales. Ces réflexions ont servi pour l’élaboration de la réforme des collectivités territoriales et de la loi relative à la délimitation des régions en 2015.

## En retrait de la vie politique active
En 2009, Édouard Balladur publie un livre relatant ses entretiens en tête-à-tête avec François Mitterrand lors de la deuxième cohabitation : Le pouvoir ne se partage pas, aux éditions Fayard. Il déclare avoir observé un président qui « séduisait et manipulait pour dominer », et le compare à Jacques Chirac, tous deux considérant « [leur] présence au pouvoir plus importante que ce qu'on en fait ». Ce livre sera porté à l'écran sous la forme d'un docufiction en mai 2013 avec Didier Bezace jouant son rôle.
Retiré de la vie politique, Édouard Balladur décline, en 2010, la proposition du président de la République Nicolas Sarkozy de le nommer membre du Conseil constitutionnel.
Son influence reste forte au sein de l'UMP puis des Républicains, dont plusieurs dirigeants prennent conseil auprès de lui,. Il apporte son soutien à l'ancien Premier ministre François Fillon lors du congrès de 2012 pour la présidence de l'UMP. Dans le cadre de la primaire présidentielle des Républicains de 2016, il soutient Nicolas Sarkozy au premier tour et François Fillon au second.
En 2016, il remet au président du Sénat, Gérard Larcher, un rapport sur le traité de libre-échange transatlantique entre l’Union européenne et les États-Unis (traité transatlantique).
Sollicité par plusieurs candidats à l'élection présidentielle de 2022, il apporte son soutien à Valérie Pécresse, investie par LR.
Dans une note rédigée en 2023 pour la Fondation pour l'innovation politique, il met en doute le fait que la France puisse compter sur l'Union européenne pour son redressement. Dans ce que Le Point présente comme un « testament » se situant « dans un prolongement poli de l'euroscepticisme britannique sans en épouser les excès », l'ancien Premier ministre écrit notamment que « les solutions qui consisteraient à accroître encore les pouvoirs des différents organes de l'Union au détriment des États-nations doivent être exclues ».

## Détail des mandats et fonctions

### Au gouvernement
- 20 mars 1986 – 10 mai 1988 : ministre d'État, ministre de l'Économie, des Finances et de la Privatisation.
- 29 mars 1993 – 17 mai 1995 : Premier ministre.

### À l’Assemblée nationale
- 2 avril 1986 : député du département de Paris (nommé au gouvernement).
- 23 juin 1988 – 1er mai 1993 : député de la 12e circonscription de Paris (nommé Premier ministre).
- 25 septembre 1995 – 19 juin 2007 : député de la 12e circonscription de Paris (réélu à la suite d'une élection partielle).
- 27 juin 2002 – 19 juin 2007 : président de la commission des Affaires étrangères de l'Assemblée nationale.

### Au niveau local
- 20 mars 1989 – 16 mars 2008 : membre du Conseil de Paris.
- 16 mars 1998 – 8 avril 1998 : membre du conseil régional d'Île-de-France.

### Autres
- Au Conseil d’État : auditeur (1957), maître des requêtes (1963), conseiller (1984-1988), puis conseiller honoraire.
- Conseiller du directeur général de l'Office de radiodiffusion-télévision française (1962-1963), puis membre de son conseil d’administration (1967-1968).
- Président de la Société française pour la construction et l'exploitation du tunnel sous le Mont-Blanc (1968-1980).
- Président-directeur général de la Générale de service informatique (1977-1986).
- Président de la Compagnie européenne d'accumulateurs (1980-1986).

## Synthèse des résultats électoraux

### Élection présidentielle
| Année | Parti | Parti     | Premier tour | Premier tour | Premier tour |
| Année | Parti | Parti     | Voix         | %            | Rang         |
| ----- | ----- | --------- | ------------ | ------------ | ------------ |
| 1995  |       | RPR (UDF) | 5 658 796    | 18,58        | 3e           |

### Élections législatives
| Année | Parti        | Parti | Circonscription | 1er tour              | 1er tour              | 1er tour              | 2d tour               | 2d tour               | 2d tour               | Issue |
| Année | Parti        | Parti | Circonscription | Voix                  | %                     | Rang                  | Voix                  | %                     | Rang                  | Issue |
| ----- | ------------ | ----- | --------------- | --------------------- | --------------------- | --------------------- | --------------------- | --------------------- | --------------------- | ----- |
| 1986  |              | RPR   | Paris           | Scrutin proportionnel | Scrutin proportionnel | Scrutin proportionnel | Scrutin proportionnel | Scrutin proportionnel | Scrutin proportionnel | Élu   |
| 1988  | 12e de Paris | RPR   | 24 286          | 57,2                  | 1er                   |                       |                       |                       |                       | Élu   |
| 1993  | 12e de Paris | RPR   | 24 478          | 58,0                  | 1er                   |                       |                       |                       |                       | Élu   |
| 1995  | 12e de Paris | RPR   | 12 477          | 59,4                  | 1er                   | 13 572                | 68,5                  | 1er                   |                       | Élu   |
| 1997  | 12e de Paris | RPR   | 19 175          | 49,3                  | 1er                   | 25 575                | 65,2                  | 1er                   |                       | Élu   |
| 2002  | 12e de Paris | UMP   | 23 661          | 54,2                  | 1er                   |                       |                       |                       |                       | Élu   |

### Présidence de l'Assemblée nationale
| Année | Parti | Parti | 1er tour | 1er tour | 1er tour | Issue               |
| Année | Parti | Parti | Voix     | %        | Rang     | Issue               |
| ----- | ----- | ----- | -------- | -------- | -------- | ------------------- |
| 2002  |       | UMP   | 163      | 30,13    | 2e       | Candidature retirée |

## Décorations
- Grand officier de la Légion d'honneur en 2008 en tant qu'ancien Premier ministre ayant été en fonction plus de deux ans[60].
- Grand-croix de l'ordre national du Mérite le 13 octobre 1993 en tant que Premier ministre[61].
- Chevalier grand-croix au grand cordon de l'ordre du Mérite de la République italienne.
- Grand-croix de l'ordre du Mérite de la république de Pologne.
- Commandeur de l'Ordre de Saint-Sylvestre Pape (Vatican - 29 mai 1967)[62].

## Publications
- L’Arbre de mai, Paris, Atelier Marcel Jullian, 1979  (ISBN 225918930X), rééd. 2018.
- Je crois en l'homme plus qu'en l'État, Paris, Flammarion, 1987.
- Passion et longueur de temps, Paris, Fayard, 1989, séries de dialogues avec Jean-Pierre Elkabbach.
- Douze lettres aux Français trop tranquilles, Paris, Fayard, 1990  (ISBN 2213025975).
- Des Modes et des convictions, Paris, Fayard, 1992  (ISBN 2213028680).
- Dictionnaire de la réforme, Paris, Fayard, 1992  (ISBN 2213030189).
- Deux ans à Matignon, Paris Plon, 1995.
- Caractère de la France, Paris, Plon, 1997.
- L’Avenir de la différence, Paris, Plon, 1999.
- Renaissance de la droite, Paris, Plon, 2000.
- Les Aventuriers de l'histoire, Paris, Plon, 2001.
- Jeanne d'Arc et la France, le mythe du sauveur, Paris, Fayard, 2003.
- La fin de l'illusion jacobine, Paris, Fayard, 2005  (ISBN 9782213623337).
- Machiavel en démocratie. Mécanique du pouvoir, Paris, Fayard, 2006 (dans le style de Baltasar Gracián).
- L'Europe autrement, Paris, Fayard, 2006.
- Laissons de Gaulle en paix !, Paris, Fayard, 2006.
- Pour une union occidentale entre l'Europe et les États-Unis, Paris, Fayard, 2007.
- Une Ve République plus démocratique, Paris, Fayard, 2008  (ISBN 978-2213636207).
- Le Pouvoir ne se partage pas : Conversations avec François Mitterrand, Fayard, 2009  (ISBN 978-2213651361).
- La tragédie du pouvoir : Le courage de Georges Pompidou, Fayard, 2011.
- La Liberté a-t-elle un avenir ?, Paris, Fayard, 2012.
- Avec Alain Duhamel, Grandeur, déclin et destin de la Ve République, éd. de l'Observatoire, 2017.

## Archives
Les papiers personnels d'Édouard Balladur sont conservés aux Archives nationales sous la cote 543AP.